# Solana Sierra
Solana Sierra (Mar del Plata, 17 giugno 2004) è una tennista argentina.

## Biografia
Solana ha iniziato a giocare a tennis all'età di tre anni nella sua città natale di Mar del Plata, in Argentina. Essendo cresciuta sui campi in terra rossa, predilige giocare su questa superficie. Fin da bambina, è stata ispirata da Gabriela Sabatini, oltre che dai connazionali Juan Martín del Potro e Diego Schwartzman, ed è cresciuta idolatrando Serena Williams.
Dal marzo 2025, si allena alla Rafa Nadal Academy a Maiorca, in Spagna.

## Carriera
Solana Sierra ha vinto 14 titoli in singolare e 1 titolo in doppio nel circuito ITF in carriera. Il 21 luglio 2025 ha raggiunto il best ranking in singolare raggiungendo la 64ª posizione mondiale, mentre il 5 febbraio 2024 ha raggiunto in doppio il best ranking alla 613ª posizione mondiale. 

### 2021-2022: Finale Slam Junior e debutto in Billie Jean King Cup
Durante la carriera da junior, ha raggiunto la semifinale agli US Open 2021 - Singolare ragazze, dove è stata sconfitta dalla poi vincitrice Robin Montgomery in tre set.
Durante il WTA Argentina Open 2021, compie il suo debutto in un torneo WTA 125 grazie ad una wildcard, ed ottiene una vittoria al primo turno contro la qualificata Sol Faga in due set, per poi cedere all'ottava testa di serie Despoina Papamichaīl in due parziali.
Raggiunge la sua prima finale Slam agli Open di Francia 2022 - Singolare ragazze, dove è stata sconfitta dalla ceca Lucie Havlíčková. Nel doppio vanta come miglior risultato i quarti di finale agli Open di Francia 2022 - Doppio ragazze in coppia con la svizzera Chelsea Fontenel.
Nel 2022 fa il suo debutto per la squadra argentina di Fed Cup.

### 2023-2024: Quarti di finale WTA 125 e debutto Slam
Durante l'IEB+ Argentina Open 2023, torneo casalingo di categoria WTA 125, Solana sconfigge in due set le statunitensi Varvara Lepchenko e Robin Montgomery, raggiungendo il primo quarto di finale WTA 125 della carriera, dove è stata sconfitta dalla quinta testa di serie ed eventuale campionessa Laura Pigossi. Accreditata dalla settima testa di serie, Sierra raggiunge il secondo quarto di finale WTA 125 della carriera consecutivo la settimana seguente al Montevideo Open 2023, sconfiggendo la wildcard Carolina Bohrer Martins e la georgiana Ekaterine Gorgodze, per poi cedere alla prima testa di serie Diane Parry.
Sierra raggiunge il terzo quarto di finale WTA 125 della carriera al Barranquilla Open 2024, dove supera la coreana Jang Su-jeong e la taipeana Liang En-shuo, per poi cedere fra le ultime otto dalla croata Antonia Ružić.
Durante gli US Open 2024, Solana si qualifica per la prima volta in carriera in un tabellone principale del Grand Slam, superando i tre turni di qualificazioni. Nel primo turno è stata sconfitta dalla tedesca Tatjana Maria in due set.

### 2025: Top 100 e quarto turno a Wimbledon
Solana vince il primo titolo WTA 125 della carriera in singolare al Megasaray Hotels Open 3 2025, sconfiggendo in finale la spagnola Leyre Romero Gormaz con il punteggio di 6-3, 6-4. Questo risultato le permette di raggiungere il best ranking alla posizione numero 119 del ranking.
Si qualifica per gli Open di Francia 2025, facendo la sua seconda apparizione Slam e la prima nel major francese. Nel primo turno viene sconfitta dalla testa di serie numero 32 Julija Putinceva in due set. Qualche settimana dopo, Sierra entra per la prima volta in carriera nella Top 100, piazzandosi proprio alla 100ª posizione.
Dopo aver fallito l'accesso nel main draw di Wimbledon 2025, viene ripescata come lucky loser in seguito al ritiro di Greet Minnen, compiendo il suo debutto nello Slam londinese e nel terzo major. Solana disputa il miglior torneo della carriera, estromettendo al primo turno l'australiana Olivia Gadecki in due set, vincendo la sua prima partita in un major al terzo tentativo. Nel secondo turno affronta la giocatrice di casa Katie Boulter sul prestigioco Campo 1, vincendo a sorpresa la partita in rimonta in tre set, accedendo per la prima volta in carriera nel terzo turno di un major, diventando la prima tennista argentina a riuscirci in questo torneo da Gisela Dulko nel 2009. Nel terzo turno riesce a battere anche la spagnola Cristina Bucșa in tre parziali, diventando la prima lucky loser a raggiungere il quarto turno nel torneo dal 1968 e la settima di sempre a riuscirci in qualsiasi major, inoltre è la prima tennista argentina a raggiungerli in questo torneo da Paola Suárez nel 2004 (che raggiunse i quarti di finale) e la prima in assoluto da Nadia Podoroska agli Open di Francia 2020 (che raggiunse la semifinale). La sua corsa si ferma negli ottavi di finale, i primi della sua carriera in uno Slam, per mano della tedesca Laura Siegemund in due set. Questo risultato le permette di entrare nella Top 75 del ranking.
Al Tennis in the Land 2025 vince la sua prima partita in un main draw di un torneo WTA, la quarta in assoluto, eliminando a sorpresa la sesta testa di serie Sonay Kartal nel primo turno al tiebreak del terzo set.

## Circuito WTA 125

### Singolare

#### Vittorie (1)
| N. | Data          | Torneo                        | Superficie  | Avversaria in finale | Punteggio |
| 1. | 6 aprile 2025 | Megasaray Hotels Open, Adalia | Terra rossa | Leyre Romero Gormaz  | 6-3, 6-4  |

## Statistiche ITF

### Singolare

#### Vittorie (14)
| Torneo $100.000 (0) |
| Torneo $80.000 (0)  |
| Torneo $60.000 (2)  |
| Torneo $40.000 (2)  |
| Torneo $25.000 (7)  |
| Torneo $15.000 (3)  |

| N.  | Data              | Torneo                                           | Superficie      | Avversaria in finale    | Punteggio        |
| 1.  | 21 agosto 2022    | World Tennis Tour Cancun, Cancún                 | Cemento         | Han Jiangxue            | 2-6, 6-3, 7-6(7) |
| 2.  | 28 agosto 2022    | World Tennis Tour Cancun, Cancún                 | Cemento         | Victoria Rodríguez      | 6-3, 6-3         |
| 3.  | 2 ottobre 2022    | Women's Tennis Eldorado, Eldorado                | Terra rossa     | Luisina Giovannini      | 6-3, 6-3         |
| 4.  | 26 febbraio 2023  | SMT Cup, Provincia di Tucumán                    | Terra rossa     | Rosa Vicens Mas         | 6-2, 6-2         |
| 5.  | 9 settembre 2023  | Open Femenino EVA BES, Saragozza                 | Terra rossa (i) | Guillermina Naya        | 4-6, 6-2, 6-2    |
| 6.  | 8 ottobre 2023    | Mendoza Women's, Mendoza                         | Terra rossa     | Martina Capurro Taborda | 6-1, 6-3         |
| 7.  | 28 gennaio 2024   | Buenos Aires Women's, Buenos Aires               | Terra rossa     | Alice Ramé              | 6-1, 6-4         |
| 8.  | 7 luglio 2024     | Torneo Internacional de Tenis de Getxo, Getxo    | Terra rossa (i) | Lucía Cortez Llorca     | 6-2, 6-1         |
| 9.  | 21 luglio 2024    | Trofeo MA-BO, Torino                             | Terra rossa     | Guiomar Maristany       | 4-6, 6-2, 6-0    |
| 10. | 4 agosto 2024     | Women's Los Lagartos, Pilar                      | Terra rossa     | Lucciana Pérez Alarcón  | 2-6, 6-2, 6-1    |
| 11. | 22 settembre 2024 | AAT Tucumán Women's, San Miguel de Tucumán       | Terra rossa     | Giorgia Pedone          | 6-2, 6-2         |
| 12. | 29 settembre 2024 | Pilar Women's, Pilar                             | Terra rossa     | Léolia Jeanjean         | 6-2, rit.        |
| 13. | 26 gennaio 2025   | Vero Beach International Tennis Open, Vero Beach | Terra verde     | Whitney Osuigwe         | 6(6)-7, 6-4, 7-5 |
| 14. | 13 aprile 2025    | Bellinzona Ladies Open, Bellinzona               | Terra rossa     | Silvia Ambrosio         | 6-4, 6-0         |

#### Sconfitte (4)
| Torneo $100.000 (0) |
| Torneo $80.000 (0)  |
| Torneo $60.000 (0)  |
| Torneo $40.000 (0)  |
| Torneo $25.000 (3)  |
| Torneo $15.000 (1)  |

| N. | Data           | Torneo                                | Superficie  | Avversaria in finale    | Punteggio        |
| 1. | 20 marzo 2022  | Vilas Academy Calvia Open, Palma Nova | Terra rossa | Guiomar Maristany       | 3–6, 2-6         |
| 2. | 30 aprile 2023 | Guayaquil Bank Cup, Guayaquil         | Terra rossa | Julia Riera             | 4-6, 6-4, 4-6    |
| 3. | 30 luglio 2023 | Bragado Women's, Bragado              | Terra rossa | Martina Capurro Taborda | 4-6, 1-6         |
| 4. | 6 agosto 2023  | Junín Women's, Junín                  | Terra rossa | Martina Capurro Taborda | 6-3, 6(2)-7, 1-6 |

### Doppio

#### Vittorie (1)
| Torneo $100.000 (0) |
| Torneo $80.000 (0)  |
| Torneo $60.000 (0)  |
| Torneo $40.000 (0)  |
| Torneo $25.000 (1)  |
| Torneo $15.000 (0)  |

| N. | Data             | Torneo                           | Superficie      | Compagna         | Avversarie in finale     | Punteggio        |
| 1. | 8 settembre 2023 | Open Femenino EVA BES, Saragozza | Terra rossa (i) | Martina Colmegna | Kimmi Hance Ashley Lahey | 4-6, 6-4, [10-8] |

## Grand Slam Junior

### Singolare

#### Sconfitte (1)
| Tornei del Grande Slam  |
| ----------------------- |
| Australian Open (0)     |
| Open di Francia (1)     |
| Torneo di Wimbledon (0) |
| US Open (0)             |

| N. | Data          | Torneo                  | Superficie  | Avversario in finale | Punteggio |
| 1. | 4 giugno 2022 | Open di Francia, Parigi | Terra rossa | Lucie Havlíčková     | 3-6, 3-6  |